# 奧基莫斯 (密西根州)
奧基莫斯（英語：Okemos）是位於美國密西根州英厄姆縣阿萊頓鎮區、默里迪恩特設鎮區、威廉斯敦鎮區的一個普查規定居民點。

## 人口
根據2020年美國人口普查的數據，奧基莫斯的面積為44.06平方千米，當中陸地面積為43.66平方千米，而水域面積為0.40平方千米。當地共有人口25121人，而人口密度為每平方千米570.15人。